# VKT 12,70 LKk/42
VKT 12,70 LKk/42 — крупнокалиберный пулемёт, разработанный финским предприятием VKT во время Второй мировой войны для использования на военных самолётах. Вопреки распространённому мнению, конструктивно представляет собой не клон M2, а упрощённый вариант пулемёта M1921.

## История
В межвоенный период бельгийская компания Fabrique Nationale получила у Джона Мозеса Браунинга лицензию на пулемёт M1921 калибра 12,7 × 99 и усовершенствовала его. В результате появился авиационный пулемёт 13,2 mm FN Browning M.1939 под патрон 13,2 × 96 мм Hotchkiss.
Когда в предвоенные годы (и особенно по результатам Зимней войны) стала очевидной необходимость увеличения огневой мощи авиации, Финляндия попыталась заключить контракт с компанией FN на поставку крупнокалиберных пулемётов, который, однако, не был выполнен, поскольку в мае 1940 года Бельгия была оккупирована Германией. Дальнейшие попытки договориться с Германией, Швецией (уже выпускавшей этот пулемёт по лицензии под наименованием 13,2 mm akan m/39) и американской фирмой Кольт также не увенчались успехом.
По одной из версий, Финляндия в конце 1941 года получила чертежи оружия от Германии, как её союзник по Оси, по другой — приобрела их у шведской компании LM Ericsson. Шведские чертежи оказались неполными и пришлось дополнительно приобрести несколько m/39 в качестве образцов. Для упрощения производства финны внесли в них несколько сотен изменений; самым большим из них стал переход на калибр 12,7 мм, такой же, как и в пулемётах Browning M2, имевшихся на уже поставлявшихся в Финляндию истребителях.
К работам по организации выпуска приступили в 1942 году на заводе VKT в Тоуруле, и первые экземпляры LKk/42 был поставлены в войска в июле 1943 года, а впервые применены осенью того же года.
На  LKk/42 планировалось перевооружить истребители Brewster B-239 и Curtis Hawk 75A-6. Первым самолетом, испытанным с LKk/42, был Brewster B-239 с номером BW-382. На самолете были установлены 4 LKk/42, по одному на крыло и два в носу вместо трех 12,7-мм Colt MG 53-2 и одного 7,92-мм Colt M1919. Испытания показали удовлетворительные результаты.
Вскоре после этого с LKk/42  был испытан Curtis Hawk (CU-578). 2 LKk/42 устанавливались в носовой части самолета, а в крыльях — 4 Colt M1919 калибра 7,92 мм. Поскольку скорострельность синхронизированных носовых пулеметов зависела от оборотов винта, особого повышения веса залпа не произошло, но, тем не менее, результаты испытаний также были признаны удовлетворительными.
Зимой 1943-44 годов 4 Brewster B-239 и 7 Curtiss Hawk 75A-6 были модернизированы пулеметами LKk/42. Истребитель MS.406 (№ MS-646) также получил пулемет LKk/42, установленный в двигателе.
Хотя планировалось, что LKk/42 в первую очередь будет использоваться для модернизации старых финских истребителей, он также устанавливался и на новых машинах, в частности, на VL Myrsky. Его ранние прототипы MY-1 и MY-2 были вооружены старыми 12,7-мм пулеметами Colt MG 53-2, а уже на третий, MY-3, получил 3 LKk/42 в носовой части с 240 патронами на ствол. В начале постройке четвертого самолета MY-4, было принято решение установить в носу четвертый LKk/42, у него из-за уменьшенного пространства. боекомплект был уменьшен до 220 патронов на ствол.
После того, как VL Myrsky и другие типы самолётов, на которых использовался LKk/42, были сняты с эксплуатации, оставшиеся пулемёты использовались как зенитные (установки на 1-4 ствола) и, из соображений экономии, в качестве учебного оружия на финских МиГ-21 и SAAB J 35F.
Наземная эксплуатация оружия оказалась проблематичной, поскольку, из-за высокой скорострельности и малой толщины ствола, он быстро перегревался, что при стрельбе длинными очередями приводило к появлению трещин.

## Эксплуатанты
Финляндия
- ВВС Финляндии

### Применение
- Curtis Hawk 75A-6: на самолёты №№ CU-505, 506, 551, 553, 559, 562, 578 и 581 по 2 LKk/42; устанавливались в носовой части.
- Morane-Saulnier 406: у MS-646 штатная пушка 20 mm HS.404 заменена на LKk/42 с 200 патронами.
- Brewster B-239: самолёты №№ BW-373, 377, 382, 384, 386 — в крыльях и в носовой части.
- VL Humu: планировалась установка 2-3 LKk/42 в носовой части.
- VL Myrsky: от двух до четырёх LKk/42 с 220-240 патронами на ствол.
- VL Pyörremyrsky: планировалась установка двух LKk/42 в носовой части вместе с 20-мм пулемётом MG 151/20.